# Lóbulo da orelha
O lóbulo da orelha é um tipo de pequena proeminência, conhecidas em anatomia como lobos (diminutivo "lóbulo"), que se situa na região inferior da orelha dos seres humanos. Eventualmente, em diversos contextos sociais distintos, pessoas criam buracos nos lóbulos através da utilização de brincos, piercings e alargadores. No âmbito da genética, o lóbulo solto das orelhas é uma característica condicionada por um alelo dominante; o homozigótico recessivo, por sua vez, tem os lobos presos. No caso de um heterozigótico, aquele que expressa a sua informação é o dominante, ou seja, o alelo para o lóbulo solto. Algumas pessoas com acne podem desenvolver cistos sebáceos nos seus lóbulos das orelhas.           